# Walga
Walga (dawniej Folwark Wolga) – wieś w Polsce położona w województwie wielkopolskim, w powiecie wrzesińskim, w gminie Pyzdry.
Wieś o rozproszonej zabudowie położona jest w zakolu Warty (z łaciny walgus oznacza krzywonogi, co dało asumpt nazwie wsi). W pierwszej połowie XIX wieku miejscowość należała do dóbr Rataje. Mieszkało w niej wówczas tylko pięciu osadników (istniały wtedy dwa budynki murowane i jeden z drewna). Budynki drewniane nie zachowały się do dziś – stoją obecnie tylko 24 murowane. Wieś ma charakter rolniczy, a część mieszkańców zajmuje się wyplataniem koszyków z wikliny. Obszar miejscowości przynależy do Nadwarciańskiego Parku Krajobrazowego, charakteryzującego się bogatą przyrodą. Wyznakowano tu ścieżkę rowerową, prowadzącą do Chatki Ornitologa w Białobrzegu.
Na terenie wsi znajdują się pozostałości pyzdrskiego cmentarza żydowskiego z obeliskiem (w lasku zwanym Białe Piaski). Niedaleko stoi również pomnik Zranionej sośnie, upamiętniający bitwę powstania styczniowego.
W latach 1975–1998 miejscowość administracyjnie należała do województwa konińskiego.